# Per-Karlstjärnen
Per-Karlstjärnen är en sjö i Bergs kommun i Jämtland och ingår i Ljungans huvudavrinningsområde. Sjön har en area på 0,0694 kvadratkilometer och ligger 507,9 meter över havet.

## Delavrinningsområde
Per-Karlstjärnen ingår i det delavrinningsområde (696640-138761) som SMHI kallar för Utloppet av Flåsjön. Medelhöjden är 540 meter över havet och ytan är 77,19 kvadratkilometer. Räknas de 212 avrinningsområdena uppströms in blir den ackumulerade arean 1 495,45 kvadratkilometer. Avrinningsområdets utflöde Ljungan mynnar i havet. Avrinningsområdet består mestadels av skog (66 procent). Avrinningsområdet har 22,73 kvadratkilometer vattenytor vilket ger det en sjöprocent på 29,4 procent.